# Constitution Act, 1982
A Constitution Act, 1982 (1982-es törvény az alkotmányról, franciául Loi constitutionnelle de 1982, a Canada Act 1982 B melléklete) a kanadai alkotmány részét képező törvény. A törvényt a kanadai alkotmány „honosításának” (patriation) folyamataként elfogadott törvény, mely számos módosítást hajtott végre a British North America Act, 1867-en (1867-es törvény Brit Észak-Amerikáról) és át is nevezte Kanadában Constitution Act, 1867-re (1867-es törvény az alkotmányról).
A jogok és szabadságok kanadai chartája képezi a Constitution Act, 1982 első 35 szakaszát (beleszámolva a 16(1) alszakaszt, de kihagyva a 35. szakaszt).
Québec kormányai máig nem járult hivatalosan a törvény hatályra emeléséhez, bár hivatalos hozzájárulásukra soha nem volt szükség. A Meech Lake és Charlottetown megállapodásoknak az lett volna a célja, hogy biztosítsák Québec támogatását.

## Jogok és szabadságok kanadai chartája
A jogok és szabadságok kanadai chartája egy jogok törvénye. A charta célja a kanadaiak bizonyos politikai és polgári jogainak védelme a kormányzat minden szintjének tevékenységétől; másik célja a kanadaiak egyesítése az ezen jogokkal megtestesített elvek körül. A charta előzménye a Canadian Bill of Rights volt, amelyet John Diefenbaker kormánya nyújtott be 1960-ban. Azonban a Bill of Rights csupán szövetségi jogszabály volt és nem alkotmányos dokumentum. Emiatt korlátozott volt a hatálya és könnyen lehetett módosítani, ezek a tények egyeseket a kanadai kormányon belül arra ösztönöztek, hogy erősítsék a jogok védelmét Kanadában. A második világháború után kibontakozó emberi jogi és szabadságmozgalom szintén be akarta biztosítani az Emberi Jogok Egyetemes Nyilatkozatában szereplő elveket. Ezért Pierre Trudeau miniszterelnök kormánya elfogadta a chartát 1982-ben.
A charta elfogadásának egyik legjelentősebb hatása az bíróságok alkotmánybíráskodási jogkörének nagyfokú kiterjesztése volt, mert a charta kimondottabb hangsúlyt fektetett a jogok biztosítására és a bírók szerepére a betartatásban mint a Bill of Rights tette. A bíróságok, amikor a chartában található jogok megsértésével találkoztak érvénytelenítették az alkotmányellenes jogszabályokat vagy azok egyes részeit, ahogy azt korábban tették amikor az esetek a föderalizmus kérdésére koncentráltak. Ugyanakkor a charta felruházta a bíróságokat a megfelelő jogorvoslatok kiszabására és több bizonyíték figyelmen kívül hagyására az eljárásaik során. Ezek a jogkörök nagyobbak voltak, mint ami a szokásjogra épülő rendszerekben illetve a parlamenti felsőbbségre épülő kormányzati rendszerekben megszokott volt.

## Az őslakosok jogaira vonatkozó szakasz
A Constitution Act, 1982 35. szakasza „elismeri és megerősíti” az őslakos népek jogait, illetve a szerződésekből adódó jogaikat Kanadában. Az őslakos jogok védik és az őslakos népek kultúrájára meghatározó tevékenységeket, szokásokat és hagyományokat. A szerződéses jogok védik és betartatják az őslakos népek és a korona között kötött szerződéseket. A 35. szakasz szintén védelmet nyújt az őslakos jogcímnek (aboriginal title) amely megvédi a földet a hagyományos tevékenységekhez. Ezek a jogok kiterjednek az indián, inuit és mesztic népeket alkotó emberekre.
A Constitution Act, 1982 egyéb őslakosok jogaira vonatkozó szakaszok közé tartozik a charta 25. szakasza és a 35.(1) alszakasza, amely elvárásokat állít fel az őslakos népek részvételére a megfelelő alkotmányos rendelkezések módosításában.

## Egyenlősítés és egyenlő lehetőségek
A 36. szakasza az alkotmány fontos értékeként kezeli a kanadaiak egyenlő esélyeit, gazdasági fejlődését ezen egyenlőség alátámasztására és a kormányzati szolgáltatások elérhetővé tételét a köz számára. A (2) alszakasz továbbmegy azon „elv” elfogadásával hogy a szövetségi kormánynak kiegyenlítő kifizetéseket kellene biztosítania.
1982-ben, Peter Hogg professzor szkepticizmusát fejezte ki azzal kapcsolatban hogy vajon a bíróságok tudnák-e értelmezné és betartatni ezt a rendelkezést, megjegyezve, hogy ennek „politikai és morális, semmint jogi” jellemzője van. Más tudósok arra mutattak rá, hogy a 36. szakasz túl általános. Mivel a bíróságok nem sokat tudtak tenni ezen szakasz értelmezésében, azt majdnem megváltoztatták 1992-ben a Charlottetown Accorddal (Chalottetowni megállapodás) hogy betartatható legyen. A megállapodás soha nem vált hatályossá.

## Az alkotmány megváltoztatása
A Constitution Act, 1982 52.(3) alszakasza kimondja hogy az alkotmánymódosításoknak az alkotmányban lefektetett szabályoknak kell megfelelniük. A célja ennek a szakasznak az alkotmány felsőbbségének bebiztosítása és a törvényhozók azon lehetőségének eltávolítása, hogy egyszerű törvénnyel módosíthassák az alkotmányt.
A kanadai alkotmány módosítására vonatkozó szabályok a törvény V. részében vannak leírva.
Öt különböző módosítási szabály van, mindegyik másfajta módosításokra érvényes. Az öt szabály a következő:
1. Az általános formula (a „7/50”-es eljárás) - a 38. szakaszban. A módosítást el kell fogadni a Képviselőházban, a Szenátusban és a tartományi törvényhozások legalább két harmadában melyeknek legalább a lakosság 50%-át képviselniük kell. Ez a formula használandó a 41, 43, 44 vagy 45. szakaszban említett módosítások kivételével. Ezt az általános formulát kötelező használni a 42. szakaszban azonosított hat esetben.
2. Az egyhangú döntési eljárás (unanimity procedure) - a 41. szakaszban. A módosítást el kell fogadnia a Képviselőháznak, a Szenátusnak és az összes tartományi törvényhozásnak.
3. „Néhány, de nem az összes tartomány” (vagy „bilateriális” eljárás) - a 43. szakaszban. A módosítást el kell fogadnia a Képviselőháznak, a Szenátusnak és az összes olyan tartomány törvényhozásának amelyet érint a módosítás.
4. A szövetségi parlament önállóan (vagy „szövetségi unilaterális” eljárás) - a 44. szakaszban. A módosítást csak a Képviselőházban és a Szenátusban kell elfogadni.
5. Tartományi törvényhozás önállóan (vagy „tartományi unilaterális” eljárás) - a 45. szakaszban. A módosítást csak a tartományi törvényhozásban kell elfogadni.

Az V. rész különböző más szakaszai foglalkoznak a kilépésért járó kompenzációval, mikor és hogyan léphet ki egy tartomány egy alkotmánymódosításból és az alkotmánymódosítások elérésének időkorlátjaival.

## Az alkotmány fennhatósága és hatásköre
A Constitution Act, 1982 52. szakasza alapján Kanada Alkotmány „Kanada legfelsőbb törvénye” és minden neki ellentmondó törvénynek nincs hatálya vagy hatása. Ez jogosítja fel a kanadai bíróságokat arra, hogy érvénytelenítsenek jogszabályokat. Az ilyen jogszabályok továbbra is szerepelnek a törvénykönyvekben amíg nem módosítják őket, de nem lehet őket betartatni.
Ezelőtt a rendelkezés előtt a British North America Act volt Kanada legfőbb törvénye a Colonial Laws Validity Act (Gyarmati törvények érvényességéről szóló törvény) volt, egy brit birodalmi törvény mely kijelentette hogy a birodalmi jogszabályokkal ellentétes gyarmati jogszabályok érvénytelenek. Mivel a British North America Act egy birodalmi törvény volt, így bármely kanadai törvény amely ellentétes volt vele érvénytelennek számított. Nem volt kifejezett rendelkezés amely feljogosította volna a bíróságokat arra, hogy érvénytelenítsék a British North America Acttel ellentétes jogszabályokat; egészen 1982-ig ez a bírósági hatalom Kanada íratlan alkotmányának képezte a részét.

### Az alkotmány definíciója
A Constitution Act, 1982 52.(2) alszakasza definiálja „Kanada alkotmányát.” Kanada alkotmánya, ezek alapján áll:
(a) a Canada Act 1982-ből (melynek B melléklete tartalmazza a Constitution Act, 1982-t)
(b) A Constitution Act, 1982 mellékleteként felsorolt 30 törvény és rendelet (köztük a legjelentősebb a Constitution Act, 1867), és
(c) az első két kategóriában szereplő jogszabályok bármely módosítását.
Az 52(2) alszakasz azon túl hogy tartalmaz sok birodalmi jogszabályt, felsorol nyolc kanadai jogszabály, közülük három olyan amely tartományt hozott létre és öt olyan amely a Constitution Act, 1867 módosítása volt.
A kanadai bíróságok fenntartották a jogot hogy önhatalmúlag hozzáadjanak és bebiztosítsanak elveket és szokásokat az alkotmányba. Bár a bíróságok azon képessége hogy az alkotmányban kifejezetten nem szereplő emberi jogokat is elismerjék nem különösen szokatlan, a kanadai helyzet mégis egyedi abból a szempontból, hogy ez a képesség kiterjed nem emberi jogi eljárásbeli kérdésekre is.
A New Brunswick Broadcasting Co. v. Nova Scotia (Speaker of the House of Assembly) ügyben a Kanadai Legfelsőbb Bíróság kimondta, hogy az 52.(2) alszakasz nem egy kimerítő listája mindennek ami az alkotmányt alkotja. A bíróság fenntartotta a jogot hogy íratlan elveket is hozzáadjon az alkotmányhoz, ezáltal bebiztosítva őket és alkotmányos elsőbbséget biztosítva nekik (jelen esetben a parlamentáris immunitást adták hozzá) . A Bíróság ugyanakkor kijelentette hogy az írott dokumentumok listája állandó és nem módosítható, kivéve a módosítási szabályok alkalmazásával.

## Angol és francia változata
A Constitution Act, 1982 52. és maradék szakaszai a „General” (Általános) cím alatt találhatóak-
Az 56. szakasz kimondja hogy az alkotmány angol és francia változata egyenlő és az 57. szakasz hozzáteszi, hogy a Constitution Act, 1982-nek magának az angol és francia változata egyenrangú. A jogi szakértők ezt a 18. cikkellyel hasonlítják össze, mely kimondja hogy a jogszabályok angol és francia változata egyenlő.
Az 59. szakasz korlátozza a charta 23. szakaszának (közoktatás kisebbségi nyelven) alkalmazását Québecben. A szakasz nem lesz teljesen hatályos Québecben amíg a tartományi kormány nem ratifikálja azt.
A 60. szakasz kijelenti, hogy a törvényt lehet „Constitution Act, 1982”-nek hívni, és hogy a többi Constitution Act nevű törvénnyel együtt közösen „Constitution Acts, 1867 to 1982” (1867 és 1982 közötti törvények az alkotmányról) elnevezés használható.

## Fordítás
- Ez a szócikk részben vagy egészben a  Constitution Act, 1982 című angol Wikipédia-szócikk ezen változatának fordításán alapul.  Az eredeti cikk szerkesztőit annak laptörténete sorolja fel. Ez a jelzés csupán a megfogalmazás eredetét és a szerzői jogokat jelzi, nem szolgál a cikkben szereplő információk forrásmegjelöléseként.